# De Cock en de ontgoochelde dode
De Cock en de ontgoochelde dode is het achtste deel van de detectivereeks De Cock van de Nederlandse auteur Appie Baantjer waarin rechercheurs Jurriaan 'Jurre' de Cock en Dick Vledder de moord oplossen op een onbekende man die later blijkt zijn eigen dood in scène gezet te hebben en uiteindelijk door de medeplegers van een zwendelzaak waarin hij betrokken was alsnog vermoord te zijn.

## Verhaal
De rechercheurs Vledder en De Cock vissen een lijk met een hoofdwond uit de Amsterdamse Brouwersgracht. Ze kunnen de dode op geen enkele wijze identificeren. Na sectie blijkt de circa dertigjarige man te zijn vermoord. De Cock laat via Smalle Lowietje beroepsinbreker Puitaal, Marinus van Kerkhoven, bij hem komen voor verhoor. Hij herkent het lijk als zijn gabber voor een maand, die hij Leon noemde. De technische recherche weet de vingers van de dode inderdaad te koppelen aan een slordige inbraak aan de Zuidelijke Wandelweg, zoals Puitaal reeds heeft opgebiecht. De Cock informeert de pers nu uitgebreid over een onbekende dode.
Zwarte Sylvie van 'Old Sailors Place' vraagt De Cock binnen voor een glas bier. Ze vertelt de onbekende dode een aantal dagen logies te hebben geboden. Ze noemt hem Sjaak. Ze weet niet veel bijzonders te vertellen behalve zijn merkwaardige vraag:
"Kan iemand die dood is een moord plegen?"
Op het bureau meldt zich vervolgens kunstschilder in opleiding Mabel Paddington. Ze woont bij vrienden van haar ouders, de familie d'Hovenier aan de Keizersgracht. Charles, heer des huizes van 45, met een circa 20 jaar jongere vrouw en een wees en tevens Charles zijn eigen neef, Robert van 28 jaar. Mabel heeft een prachtig schilderij bij zich van de onbekende dode, die ze Marcel noemt. Ze liet Marcel vaak bij haar op haar kamer komen, hetgeen de woede van de jaloerse Robert opwekte. Laatstgenoemde meldt zichzelf bij de recherche en wordt hard aangepakt. Hij weet te melden dat Marcel in 'De Blauwe Lampetkan' aan de Oudezijds Achterburgwal verbleef. De logementhouder, Krelis Bladerdak, weet De Cock te melden dat Marcel Duval inderdaad bij hem logeerde en in Amsterdam op zoek was naar een vaag nichtje. Krelis weet ook dat Charles d'Hovenier tevergeefs bij hem is geweest om de bagage van Marcel op te halen. Bij een tweede gesprek bij Zwarte Sylvie, komt De Cock nog in het bezit van een mysterieus kladje van Marcel. Amice, ...ik heb haar gevonden...
Vledder schakelt zijn vriendjes bij de pers in. Er is een begrafenis van een mysterieuze dode. De begrafenis zelf is betaald door Mabel en zij heeft de leiding van de plechtigheid. Ze onthult tot eenieders afschuw een tweede schilderij van Marcel, nu met de vreselijke dodelijke hoofdwond. Mabel verdwijnt direct na de begrafenis, maar De Cock neemt in het begin daar te weinig nota van. Krelis Bladerdak levert een logementsgast, oom Lodewijk, af bij de rechercheurs. Die weet te melden dat Marcel zich in een dronken bui Tjeerd Talema, uit Zoetekamp in Friesland noemde. Bovendien had hij verteld dat hij binnenkort pas werkelijk zou sterven. Enige tijd later weet Vledder te melden dat Tjeerd Talema uit Zoetekamp drie jaar eerder is gestorven.
De Cock geeft Vledder opdracht Mabel op te gaan sporen en vertrekt zelf met schilderij naar Zoetekamp. In het wapen van Zoetekamp bevestigt de clientèle dat het een schilderij van Tjeerd is. De Cock bezoekt zijn graf. Dat draagt de tekst "Hij die zelfs de dood heeft overwonnen". Vervolgens gaat hij naar de jonge dorpsarts, Hoekstra. Die bevestigt de overlijdensverklaring te hebben getekend en zegt dat Tjeerd een vriend van hem was. De lijkkistenmaker geeft De Cock een merkwaardig gevoel mee, als hij vertelt dat de voeten van de dode Tjeerd destijds te warm aanvoelden voor een dode. En het kladje dat De Cock voorleest, amice... , maakt de jonge arts lijkbleek. Intussen heeft de plaatselijke dorpsschone Ilona van Corstanje het schilderij van Tjeerd officieus gekocht en mee naar huis genomen. De waardin vond f500 een mooie prijs. Na een lang verhoor komt De Cock te weten dat Tjeerd een half jaar voor zijn dood in Utrecht was getrouwd.
Terug in Amsterdam spreekt De Cock zijn vermoeden uit aan Vledder dat er in Zoetekamp een zak zand in het graf van Tjeerd ligt. Hij heeft bovendien in Utrecht achterhaald dat Tjeerd een half jaar voor zijn officiële dood getrouwd is met een Belgische juffer, Alida van Soomeren. De Cock vermoedt dat Tjeerd in Amsterdam Alida heeft gezocht. Alida op haar beurt had na Tjeerd zijn dood in Zoetekamp schriftelijk een overlijdensverklaring opgevraagd vanuit Zurich. Na op zijn beurt te zijn bijgepraat door Vledder, besluit De Cock tot actie over te gaan. Hij gaat Robert arresteren wegens openbare dronkenschap.
Na Dick Vledder opdracht te hebben gegeven met rechercheur Van Dijk de volgende dag nu echt Mabel op te sporen, wordt De Cock op weg naar huis achtervolgd. Het is dokter Hoekstra. De Cock legt hem uit dat hij de feiten in Zoetekamp inmiddels wel op een rijtje heeft. De akte van overlijden was vals, en zoiets is het einde van een medische carrière. De dokter krijgt 48 uur om uit het land te verdwijnen en ergens in de tropen aan de slag te gaan. Na 2 dagen gaat De Cock hem anders arresteren. In Utrecht zoekt de Cock de vaste stadhuisfotograaf op. Hij wil foto's van de trouwplechtigheid van Tjeerd en Alida. Maar Mabel is hem voor geweest. En haar adres is een dag later door de fotograaf doorgegeven aan een jonge vrouw, die hetzelfde wilde. De Cock belt naar Amsterdam maar Mabel is dan al dood. Op de plaats delict is een aansteker achtergelaten met de tekst: R.d'H. De Cock weet dat de aansteker er is neergelegd, na de moord.
Ook deze keer is de laatste bespreking bij De Cock thuis met Dick Vledder en Robert Antoine van Dijk. Alida sleurde Tjeerd het huwelijk in en bedacht een zwendelzaak met levensverzekeringen. Ze spraken af op Ibiza maar Alida liet de officieel gestorven Tjeerd rondzwerven. Zelf sloeg ze als jonge weduwe Charles d'Hovenier aan de haak, een rijke beurshandelaar. Na een lange zwerftocht belandt Tjeerd in Amsterdam en komt via Mabel waar hij wezen wil. Maar ook Alida heeft Tjeerd gezien en slaat hem dood zo gauw ze haar kans ziet en dumpt het lijk in de kamer van Robert. Mabel betrapt haar daar en samen besluiten ze de familie buiten het schandaal te houden door het lijk in de gracht te dumpen. Toen Mabel op zoek ging naar trouwfoto's in Utrecht, ruimde Alida deze lastig getuige uit de weg. Vledder vindt het nog niet voldoende. Hij wil die dokter Hoekstra ophalen. Maar De Cock zegt dat hij nuttig werk doet in Afrika. Vledder is boos dat de dokter mocht vluchten. Maar dat vindt de grijze speurder nu weer een onbehoorlijke opmerking.

## Voetnoot
1. ↑  Er was geen bagage!
2. ↑  Volgens de rechercheurs exact gelijkend op het originele lijk. Beide schilderijen worden nu in beslag genomen als bewijsmateriaal.
3. ↑  Zo exact als de auteur is met locaties rond de Warmoesstraat, zo slordig wordt de benaming daarbuiten. Zoetekamp zou volgens sommige exegeten voor Urk staan.
4. ↑  Mabel gaat er het hele verhaal van uit dat Robert de dader is.